# Liste der Flüsse in Gambia

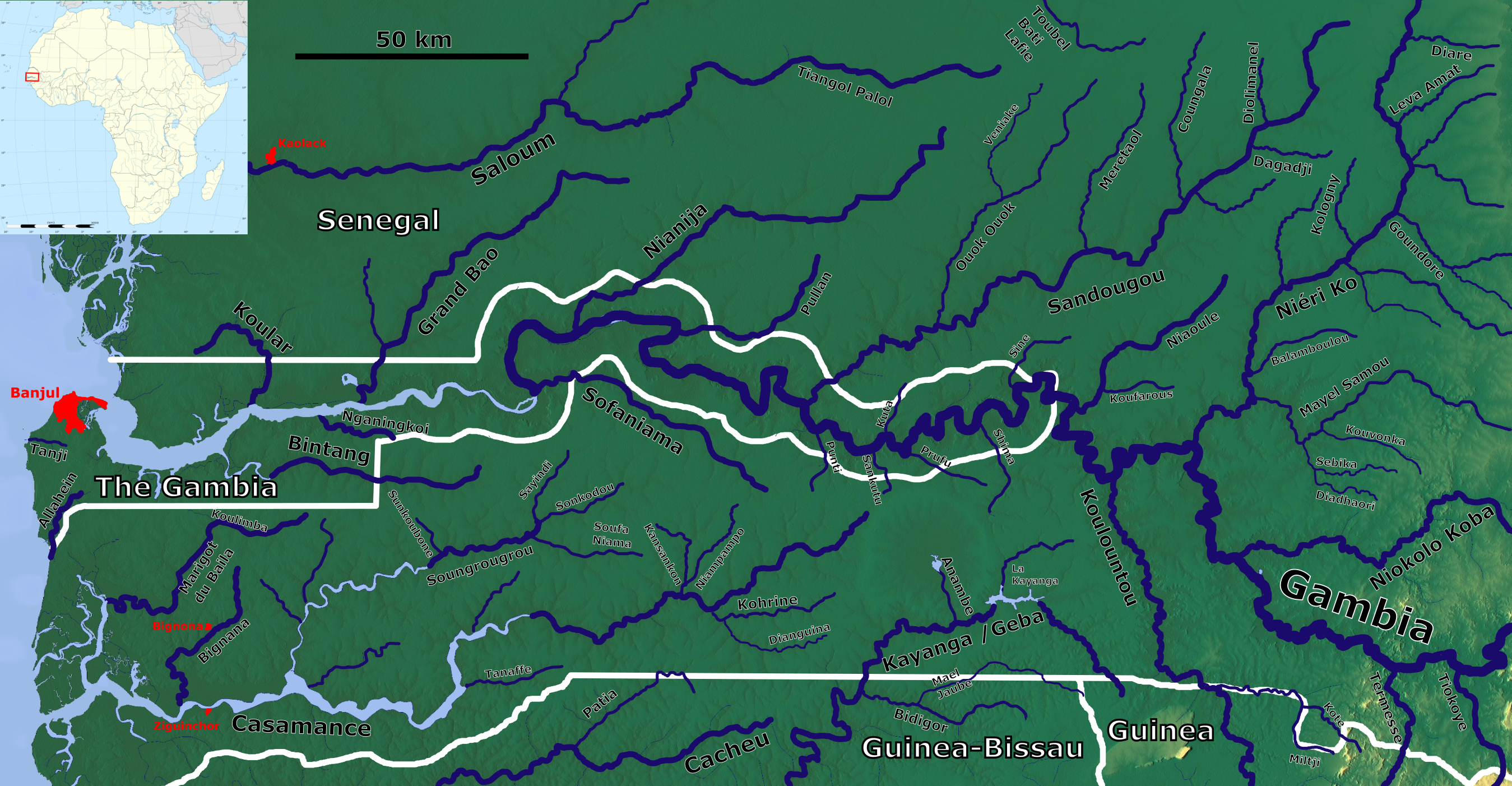
Der untere Gambie mit seinen Nebenflüssen

Dies ist eine Liste der Flüsse in Gambia. Hydrologisch ist der westafrikanische Küstenstaat Gambia vom Fluss Gambia dominiert, nach dem er auch benannt ist. 93,5 % des Landes entwässern über ihn. Daneben gibt es nur ein paar Küstenflüsse wie den Allahein.

## Gambia

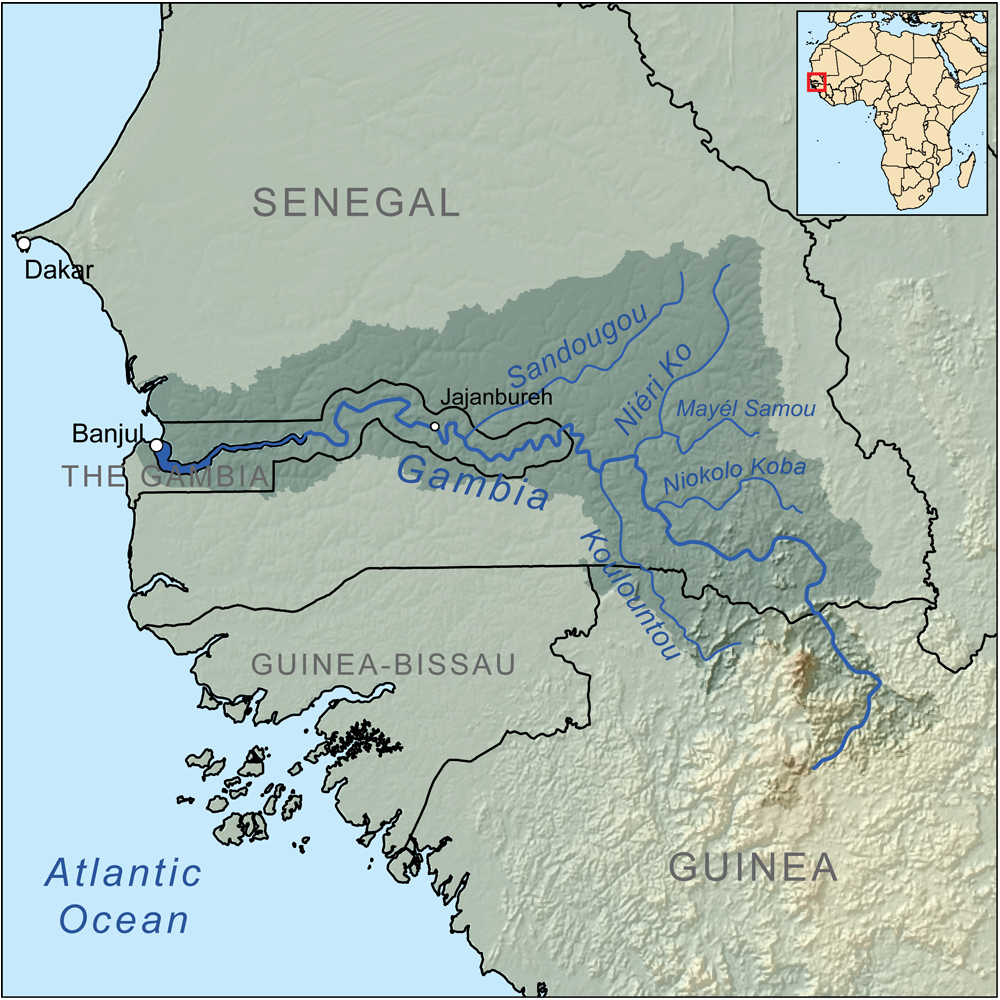
Das Einzugsgebiet des Gambia

- Sine Bolong
- Shima Bolong
  - Shimong Bolong
- Prufu Bolong
  - Kumbija Bolong
- Tuba Kuta Bolong
- Sankutu Bolong
- Mansala Bolong
- Punti Bolong
- Santanto Bolong
- Sandougou
- Pachar Bolong
- Pallan Bolong
- Nianija Bolong
- Sofaniama Bolong
- Bao Bolong
- Nganingkoi Bolong (Jarin Bolong)
- Jurunkku Bolong
- Koular Bolong
- Bintang Bolong
  - Jurungkumani Bolong

## Küstenflüsse
- Kotu
- Tanji
- Allahein